# Бен 10 (ТВ серија из 2005)
Бен 10 (ретроактивно познат као Бен 10 Класик) је америчка анимирана серија коју је креирао Човек од акције (група коју чине Данкан Руло, Џо Кејси, Џо Кели и Стивен Т. Сигал), а продуцент је Картун Нетворк Студиос. Серија говори о десетогодишњем дечаку по имену Бен Тенисон који добија ванземаљски уређај у стилу сата назван „Омнитрикс“. Причвршћен за зглоб, омогућава му да се трансформише у разна ванземаљска бића са различитим способностима, омогућавајући му да се бори са злом са Земље и из свемира са својим рођаком Гвен и дедом Максом. Серија је први пут емитована на Картун Нетворк-у као кратак поглед 27. децембра 2005. у оквиру „Недеље снеак-а-пеек-а“, која се емитује заједно са другим емисијама, укључујући Мој партнер у теретани је мајмун, Роботбои и Зикк. Емисија је касније почела да се емитује 14. јануара 2006. и завршила је 15. априла 2008.
Серија је постепено постала популарна и била је номинована за две награде Емми, освојивши једну за „Изванредно појединачно достигнуће у анимацији“. Емисија би настала као последица франшизе. Бен 10 су наследили Бен 10: Ванземаљска сила, Бен 10: Врхунски ванземаљац и Бен 10: Свемир. Поновно покретање серије премијерно приказано 2016. године.

## Радња
Серија је усредсређена на Бена Тенисона (Тара Стронг), десетогодишњег дечака на летњем распусту, са рођаком Гвен (Меаган Смитх) и њиховим дедом Максом (Паул Еидинг). Током њиховог првог ноћног камповања у дедином РВ-у званом „Рустбуцкет“, Бен проналази ванземаљску махуну са мистериозним уређајем у стилу сата названим „Омнитрикс“. Уређај се затим трајно веже за његов зглоб дајући му могућност да се трансформише у разне ванземаљске облике живота, сваки са својим јединственим вештинама и моћима. Са својим новооткривеним велесилама Бен мора да научи одговорности бити херој. Током свог одмора Тенисоне нападају различити непријатељи, од свемирских ванземаљаца до натприродних ентитета.

## Сезоне
| Сезона | Сезона | Епизода | Премијерно емитовање | Премијерно емитовање |
| Сезона | Сезона | Епизода | Почетак емитовања    | Завршетак емитовања  |
| ------ | ------ | ------- | -------------------- | -------------------- |
|        | 1      | 13      | 27. децембар 2005.   | 1. април 2006.       |
|        | 2      | 13      | 29. мај 2006.        | 28. октобар 2006.    |
|        | 3      | 13      | 25. новембар 2006.   | 14. април 2007.      |
|        | 4      | 13      | 7. јул 2007.         | 15. април 2008.      |

## Улоге
| Лик            | Енглески Глас | Српски Глас (Хепи ТВ) |
| Бен Тенисон    | Тара Стронг   | Слободан Стефановић   |
| Гвен Тенисон   | Меаган Смит   | Владислава Ђорђевић   |
| Деда Макс      | Паул Еидинг   | Владан Живковић       |
| Кевин 11       |               | Милан Антонић         |
| Чармкастер     |               | Владислава Ђорђевић   |
| Вилгакс        |               | Милан Антонић         |
| Ватрени        |               | Слободан Стефановић   |
| Утвара         |               | Владислава Ђорђевић   |
| Кристални      |               | Владан Живковић       |
| Сива материја  |               | Милан Антонић         |
| Смрдибуба      |               | Милан Антонић         |
| Свирепи        |               | Владан Живковић       |
| Четвороруки    |               | Милан Антонић         |
| Ђуле           |               | Слобофан Стефановић   |
| Вукодлак       |               | Слободан Стевановић   |
| Мумија         |               | Бојан Жировић         |
| Муња           |               | Милан Антонић         |
| Дивљи пас      |               | Нема Дијалоге         |
| Поручник Стил  |               | Бојан Жировић         |
| Техно          |               | Бојан Жировић         |
| Кени Тенисон   |               | Слободан Стефановић   |
| Карл Тенисон   |               | Милан Антонић         |
| Сандра Тенисон |               | Влафислава Ђорђевић   |